# جو موريسي
جو موريسي (بالإنجليزية: Joseph D. Morrissey)‏ هو محامي وسياسي أمريكي، ولد في 23 سبتمبر 1957 بواشنطن العاصمة في الولايات المتحدة. حزبياً، نشط في الحزب الديمقراطي.